# Жоффруа де Мандевиль, 2-й граф Эссекс
Жоффруа де Мандевиль (фр. Geoffrey de Mandeville; ум. в 1166), 2-й граф Эссекс — английский аристократ середины XII века, сын Жоффруа де Мандевиля, 1-го графа Эссекса, активного участника гражданской войны в Англии 1135—1154 годов, и Рохезии де Вер, дочери Обри де Вера, камергера королевского двора.

## Биография
О втором графе Эссексе известно мало. После гибели своего отца в 1144 году Жоффруа де Мандевиль сражался в войсках императрицы Матильды против Стефана Блуаского. Владения, замки и титулы Мандевилей были конфискованы Стефаном ещё в 1143 году за государственную измену. Однако императрица Матильда, не признающая право Стефана на престол Англии, в 1147 году в Дивайзе, Уилтшир, подтвердила право Жоффруа де Мандевиля на ношение титула графа Эссекса и официально возвратила ему земли отца. Этот акт не имел особого значения, поскольку земли Мандевилей располагались главным образом в восточных графствах (Эссекс, Кембриджшир, Беркшир), остающихся под контролем Стефана Блуаского. После окончания гражданской войны и вступления на английский престол Генриха II Плантагенета, сына императрицы Матильды, в 1156 году Жоффруа де Мандевиль, наконец, получил назад земельные владения своего отца и был признан графом Эссексом. В дальнейшем активного участия в общественно-политической жизни страны Жоффруа не принимал, а 21 октября 1166 года скончался в Честере и был похоронен в родовом аббатстве Вальден в Эссексе.

## Брак и дети
В 1158 году Жоффруа де Мандевиль женился на некой Евстахии, чьё происхождение до настоящего времени не установлено. Однако супруг отказался жить со своей женой (возможно,  она была ещё ребёнком), и по требованию короля они вскоре развелись. Вторым браком Евстахия позднее вышла замуж за Ансельма, графа де Сен-Поля (ум. 1174). Детей Жоффруа де Мандевиль не имел. После его смерти титул и владения графов Эссекс перешли по наследству к его младшему брату Уильяму де Мандевилю.